# Hatchiana tsurugisanus
Hatchiana tsurugisanus is een keversoort uit de familie soldaatjes (Cantharidae). De wetenschappelijke naam van de soort werd in 2000 gepubliceerd door Kiriyama.